# Astros Vasas
El Astros Vasas es un equipo de fútbol de Canadá fundado en 1990. El equipo es un miembro de la Canadian Soccer League y actualmente juega sus partidos en casa en el Esther Shiner Stadium de North York, Ontario, un suburbio de la ciudad de Toronto. Los colores del equipo son naranja y negro.

## Historia
En 1990 el equipo nació con el nombre North York Atlético Argentina Soccer Club. En 1993, el equipo se mudó a Scarborough y el nombre cambió a Scarborough Astros Soccer Club. En la temporada de 1998 el equipo retornó e North York, Ontario y cambió su nombre por North York Astros; y fue uno de los clubes fundadores de la Canadian Professional Soccer League.
En mayo de 2013 se fusionaron con el Toronto Vasas para pasar a llamarse Astros Vasas FC.